# Чайтанья-чаритамрита
«Чайта́нья-чарита́мрита» (IAST: Caitanya-caritāmṛta) — агиография основоположника традиции гаудия-вайшнавизма Чайтаньи Махапрабху, подробно описывающая его жизнь и учение. Написана Кришнадасом Кавираджей в начале XVII века на бенгали, но также включает в себя много текстов на санскрите. Содержит истории из жизни Чайтаньи Махапрабху и философские беседы, в которых обстоятельно описывается бхакти-йога и уделяется особое внимание санкиртане — публичному воспеванию имён Кришны в виде Харе Кришна мантры.
По широте охватываемого материала и по художественным достоинствам биография не имеет себе равных в средневековой бенгальской литературе. Основную задачу биографии автор видел в изложении и пропаганде идей бенгальского вайшнавизма и бхакти. С этой целью он широко привлекает религиозно-философскую литературу (число цитируемых источников превышает 60).
Является одним из основных священных писаний кришнаитов, которые ставят его в один ряд с такими классическими индуистскими текстами, как «Бхагавата-пурана» и «Бхагавад-гита»: во всех трёх произведениях описана природа проявлений Абсолюта. Бхактисиддханта Сарасвати говорил о «Чайтанье-чаритамрите» следующее:
Если бы все книги на свете вдруг исчезли и на земле остались бы только «Шримад-Бхагаватам» и «Чайтанья-чаритамрита», люди всё равно смогли бы достичь своего высшего предназначения. И даже если бы исчезла «Шримад-Бхагаватам Пурана», но осталась «Чайтанья-чаритамрита», в этом тоже не было бы большой потери для человечества, потому что в последней явлено то, что скрыто в первой. Высшая Абсолютная Истина — Шри Чайтанья Махапрабху, образ Которого есть божественное единение Радхи и Кришны. «Чайтанья-чаритамрита» есть Его звуковое воплощение. Можно ли после этого усомниться в духовном величии этого трансцендентного произведения?

## Содержание
«Чайтанья-чаритамрита» разделена на три части:
1. Ади-лила
2. Мадхья-лила
3. Антья-лила

Каждая часть описывает определённый период жизни Чайтаньи Махапрабху:

### Ади-лила
«Ади-лила» даёт богословское объяснение личности Чайтаньи как аватары Кришны в умонастроении Радхарани (объединённая аватара Радхи и Кришны в одном лице), описывает его ближайших спутников в детстве и их происхождение и заканчивается кратким описанием раннего периода жизни Чайтаньи до принятия им санньясы (отречённого образа жизни).

### Мадхья-лила
«Мадхья-лила» подробно описывает деяния Чайтаньи Махапрабху после принятия им санньясы.
В течение шести лет, описанных в «Мадхья-лиле», Чайтанья передает учение, с которым пришёл, главным из своих последователей — Рупе Госвами и Санатане Госвами. Там также содержится жизнеописание Мадхавендра Пури, философский диспут с учёным-последователем адвайта-веданты Сарвабхаумой Бхаттачарьей (в котором Чайтанья объявляет о превосходстве бхакти над безличностной адвайтой), описание паломничества Чайтаньи в Южную Индию, описания повседневной деятельности Чайтаньи и его последователей и их участие в ежегодном празднике колесниц Ратха-ятра в Пури (Орисса).

### Антья-лила
В «Антья-лиле» содержится описание религиозных пьес написанных Рупой Госвами, деятельность различных последователей Чайтаньи и их взаимоотношения, в частности описываются взаимоотношения Чайтаньи с Рагхунатхой Дасой Госвами и Джагаданандой Пандитом. Там же подробно описываются последние годы жизни Чайтаньи в Джаганнатха-Пури, где он постоянно испытывал всёвозрастающее экстатическое чувство разлуки с Кришной (випраламбха-бхава). В конце «Антья-лилы» содержится описание Шикшаштаки — восьми основных наставлений Чайтаньи, написанных им самим.

## История написания «Чайтанья-чаритамриты»
Автор «Чайтанья-чаритамриты» — Кришнадаса Кавираджа, никогда лично не встречал Чайтанью. Описанные в ней события основаны на воспоминаниях духовного учителя Кришнадасы Кавираджа — Рагхунатхи Дасы Госвами (1494—1586), который был одним из наиболее приближённых учеников Чайтаньи.
В составлении «Чайтаньи-чаритамриты» Кришнадаса Кавираджа также использовал дневники Мурари Гупты и Сварупы Дамодары, которые были близкими спутниками и личными секретарями Чайтаньи.
Кришнадаса Кавираджа взялся за написание «Чайтанья-чаритамриты» в очень преклонном возрасте по просьбе вайшнавов Вриндавана, которые попросили его составить жизнеописание Чайтаньи Махапрабху. Хотя уже существовала обстоятельная биография Чайтаньи написанная Вриндаваной Дасой Тхакуром под названием «Чайтанья-бхагавата», последние годы жизни Чайтаньи не были подробно описаны в ней.
«Чайтанья-чаритамрита» широко копировалась и распространялась среди вайшнавских обществ Бенгалии и Ориссы XVII века. Это было результатом проповеди трёх вайшнавских проповедников по имени Нароттама Даса, Шьямананда и Шриниваса которые были обучены Дживой Госвами и самим Кришнадасом Кавираджей. В XVIII веке, однако, копии «Чайтанья-чаритамриты» уже было сложно найти. Бхактивинода Тхакура упоминает в автобиографии, что у него ушло несколько лет на поиск «Чайтанья-чаритамриты». Впоследствии, Бхактивинода Тхакур издал её вместе со своим комментарием «Амрита-праваха». После его смерти, его сын Бимала Прасада (позднее получивший известность как Бхактисиддханта Сарасвати) в свою очередь написал комментарий «Анубхашья» и повторно издал «Чайтанья-чаритамриту» большим тиражом.

## Современные издания
В 1974 году ученик Бхактисиддханты Сарасвати,Бхактиведанта Свами Прабхупада, перевёл и опубликовал «Чайтанья-чаритамриту» в 17 томах со своими комментариями, основанными на комментариях «Анубхашья» Бхактисиддханты Сарасвати и комментариях «Амрита-праваха» Бхактивиноды Тхакура. Это издание было переведено на многие языки и широко распространено по всему миру. Оно является самым известным изданием «Чайтанья-чаритамриты» на сегодняшний день.